# The Colour of Magic (videohra)
The Colour of Magic je textová adventura vyvinutá studiem Delta 4 a vydaná v roce 1986 společností Piranha Software. Vyšla pro osobní počítače ZX Spectrum, Commodore 64 a Amstrad CPC. Hra je založená na fantasy knize Barvě kouzel a je první herní adaptaci v sérii Zeměplocha.
V roce 2006 vyšla na mobilních telefonech hra s názvem Discworld: The Colour of Magic, která je, podobně jako původní hra, založená na knize Barva kouzel. Jedná se o izometrickou akční hru.